# レイナー・ワイス
レイナー・ワイス（Rainer Weiss [vaɪs]; ドイツ語: [vaɪs]; 1932年9月29日-）は、天文物理学と重力物理学に貢献したアメリカ人物理学者である。マサチューセッツ工科大学（MIT）の名誉教授である。レーザー干渉計重力波観測所LIGOの基礎運用技術であるレーザー干渉計技術の草分けとして良く知られている。また、宇宙背景放射探査機 COBE科学作業グループ長である 。
2017年、キップ・ソーン、バリー・バリッシュと共に、『 LIGO検出器および重力波の観測への決定的な貢献 』が認められノーベル物理学賞を受賞した。

## 生涯
1932年9月29日、ヴァイマル共和政ドイツのベルリンで、Gertrude Loesner と Frederick A. Weissの子供として生まれた。彼の母親は、キリスト教徒で女優であった。父親は、物理学者・神経学者・精神分析者であったが、ドイツ共産党の活動家でユダヤ人であったため、ナチス・ドイツに強制退去させられた。
家族はチェコのプラハに移り住んだが、ドイツのチェコ侵攻によって再び逃亡することとなり、アメリカのセントルイスにいるユダヤ人名士で慈善家のステックス家の手引きでビザを取得し、アメリカに渡った。
ワイスはニューヨーク市で若者時代を過ごし、そこでコロンビアグラマースクールに通った。MITで勉強し、第3学年で学校を辞めた後、再び戻り1955年に学士（SB）を受け取り、1962年にJerrold ZachariasからPhDを取得した。
ワイスは1960-62年にタフツ大学で教鞭をとり、1962-64年にはプリンストン大学で博士研究員を務め、1964年にはMITの教員となった。

## 実績
ワイスは、宇宙のバックグラウンド放射の特徴測定と、干渉計による重力波観測という2つの基礎物理学の研究を生み出し、それらの発展に貢献した。
宇宙マイクロ波背景放射スペクトラム測定の草分けで、NASAの宇宙背景放射探査機査機 COBE の科学アドバイザー兼 共同設立者となった。
また、干渉計による重力波観測も考案し、アメリカ国立科学財団のレーザー干渉計重力波観測所 LIGO の共同設立者となった。

## 受賞歴
以下を含む著名な賞を多く受賞している。
- 2006年、ジョン・C・マザーやCOBEのチームと共にグルーバー賞宇宙論部門を受賞[2]
- 2007年、アインシュタイン賞を受賞[13]
- 重力波観測に対しての受賞

- 基礎物理学ブレイクスルー賞
- グルーバー賞宇宙論部門
- ショウ賞,
- カヴリ賞宇宙物理学部門
- ハーヴェイ賞
- スミソニアン・マガジンのAmerican Ingenuity Award in the Physical Science category
- The Willis E. Lamb Award for Laser Science and Quantum Optics, 2017.
- アストゥリアス皇太子賞 (2017) (キップ・ソーン、バリー・バリッシュと共に).
- ウィリス・ラム賞  (2017)
- ノーベル物理学賞 (2017) (キップ・ソーン、バリー・バリッシュと共に)